# Phyllanthus cochinchinensis
Phyllanthus cochinchinensis är en emblikaväxtart som beskrevs av Spreng.. Phyllanthus cochinchinensis ingår i släktet Phyllanthus och familjen emblikaväxter. Inga underarter finns listade i Catalogue of Life.